# (2163) Korczak
(2163) Korczak ist ein Asteroid des äußeren Hauptgürtels, der am 16. September 1971 am Krim-Observatorium in Nautschnyj (IAU-Code 095) entdeckt wurde. Unbestätigte Sichtungen des Asteroiden hatte es vorher schon mehrfach gegeben, unter anderem am 14. Dezember 1949 (1949 XK), 27. September 1954 (1954 SP1) und 25. November 1960 (1960 WR) am Goethe-Link-Observatorium in Indiana.
Der Asteroid gehört zur Themis-Familie, einer Gruppe von Asteroiden, die nach (24) Themis benannt wurde. Die zeitlosen (nichtoskulierenden) Bahnelemente von (2163) Korczak sind fast identisch mit denjenigen der beiden kleineren, wenn man von der Absoluten Helligkeit von 16,5 und 16,1 gegenüber 11,7 ausgeht, Asteroiden (329071) 2011 BO8 und (337879) 2001 WV67.
Der mittlere Durchmesser des Asteroiden wurde mit 24,368 km (±0,192) berechnet, die Albedo mit 0,075 (±0,016).
(2163) Korczak wurde am 1. April 1980 nach dem polnischen Arzt, Pädagogen und Kinderbuchautor Janusz Korczak benannt, der 1942 im Vernichtungslager Treblinka umkam.